# Paweł IV (patriarcha Konstantynopola)
Paweł IV (zm. 784) – patriarcha Konstantynopola w latach 780–784.

## Życiorys
Pochodził z Cypru. Był lektorem. W 780 r. cesarz Leon IV Chazar ustanowił go patriarchą Konstantynopola. Jako patriarcha potępił kult obrazów. W 784 r. zrezygnował z godności i usunął się do klasztoru.